# Ormosia ormondii
Ormosia ormondii là một loài thực vật có hoa trong họ Đậu. Loài này được (F.Muell.) Merr. miêu tả khoa học đầu tiên.